# 中央信託局
中央信託局（簡稱中信局、CTOC），原係中華民國金融體系重要機構之一，已經被臺灣銀行合併。

## 沿革

### 大陆时期
- 1934年5月，国民政府第二次全国财政会议决议由中央银行增设信托局办理储蓄、保险、对外购料等业务，并由财政部呈请行政院会议通过。6月16日，国民政府训令，由中央银行拨资國幣一千万元设立信托局。国民政府认为，中国信托业虽有一定程度发展，但“资本既甚薄弱，业务未能推广；尤以保险业，多握于外资公司之手，备受经济侵略，一时未易换回，势非国家提倡经营，不足以期发达”。中央銀行設立「中央信託局籌備處」負責籌備創立中央信託局，國民政府同時命令央行全部撥充中央信託局成立所需資本總額國幣一千萬元。
- 1935年7月29日 中央銀行理事會第88次會議通過《中央信託局章程》，並呈奉國民政府令准備案。
- 1935年10月1日 中央信託局正式成立，定位為中央銀行之附設機構，總局設於上海市汉口路126号；當時的中央信託局與央行關係密切，被合稱為「行局一家」。在中央信托局开业祝贺会上，孔祥熙说，国民政府方面有许多事要委托商业机构经理，同时中央银行限于国家银行代理国库地位，中央银行事实上及手续上都不能出面；所以在中央银行之下，组织一个信托事业独立机构，经办这方面的事情。中央信托局设理事会（理事长一人由中央银行总裁兼任，理事5人）、监事会，设局长1人、副局长2－3人，内设信托、购料、储蓄、会计四处及文书室、人事科。10月2日成立保险部（后改称保险处），经理项馨吾。信托业务分为信托与代理两类，包括信托存款、投资信托等；代理买卖证券、代理发行债券股票、代理收付、代理核付外汇、代理信用调查、代为保管等。军政机关、公营事业单位对外采购物资，必须委托中信局购料处；公务人员、军警、公营事业从业人员的保险和储蓄，必须由中信局承办；国有财产的出售，必须由中信局办理。
- 1936年4月中信局成立中央储蓄会，专办有奖储蓄。
- 1937年8月中信局内迁重庆，在香港、上海设立办事处。
- 1938年设立易货部（1941年改称易货处）。
- 1939年设立兵工储料处，办理“廿八年度兵工储料专案”和“中德易货专案”〔代号“合步樓公司”（Hapro）〕。
- 1941年春，中信局保险处分为人寿保险处和产物保险处。中信局兵工储料处（1939－1940年间设立）运输科与中央银行运输科合并为运输处，經理林世良因缅甸战役期間用滇緬公路走私被枪决[1]；1943年运输处缩小为科，1945年5月并入购料处。增设印制处，经理凌宪扬。文书室、人事科扩大为秘书处、人事处。
- 1942年6月 《中央信託局章程》修正，其第一條明定：「中央銀行遵照國民政府訓令，特設中央信託局經營信託業務。」
- 1944年8月设立稽核室。
- 1945年3月印制处脱离中信局。
- 1945年9月在上海市圆明园路8号复员。
- 1947年迁南京市。
- 1947年3月脱离中央银行独立，受财政部监督。设理事9人组成理事会，推选一人为理事会主席。购料处储运科升级为储运处。
- 1947年5月7日 國民政府制定公布《中央信託局條例》，全文24條；其第一條明定：「國民政府為執行國策，辦理特種信託保險儲蓄業務，設中央信託局，受財政部之監督，依本條例規定辦理之。」
- 1947年10月9日中央信托局台湾分局开业，经营信托、储蓄、购料、易货、保险、地产及储运等政府特许业务。
- 1947年底，国内有20个分局、30个办事处，及加尔各答通讯处。
- 1949年迁广州。

### 臺灣時期
- 1949年 中華民國政府遷臺，中央信託局總局隨行。
- 1950年6月9日 行政院頒布〈調整國營事業機構方案〉，規定中央信託局業務限於購料、易貨、儲運與保險。
- 1951年 行政院核准中央信託局恢復信託業務，中央信託局陸續奉令辦理軍人保險、再保險、輸出保險及公務人員保險等政策性業務。
- 1962年2月 臺灣臺北市城中區武昌街一段49號中央信託局大樓落成。
- 1972年2月1日 奉行政院核准，中國產物保險（兆豐產物保險前身）合併中央信託局產物保險處。
- 1983年3月 中央信託局人壽保險業務以「中央人壽」為商標名稱。
- 1983年11月11日 《中央信託局條例》修正公布，第一條規定：「為執行政府政策，辦理採購、貿易、保險、銀行、信託、儲運及其他經中央主管機關指定之特種業務，設中央信託局，受財政部之監督。」
- 2003年7月1日 中央信託局配合陳水扁政府「金融改革」政策，依據《公司法》向經濟部商業司辦妥公司登記，改制為股份有限公司，全稱為「中央信託局股份有限公司」，英文全稱維持不變。

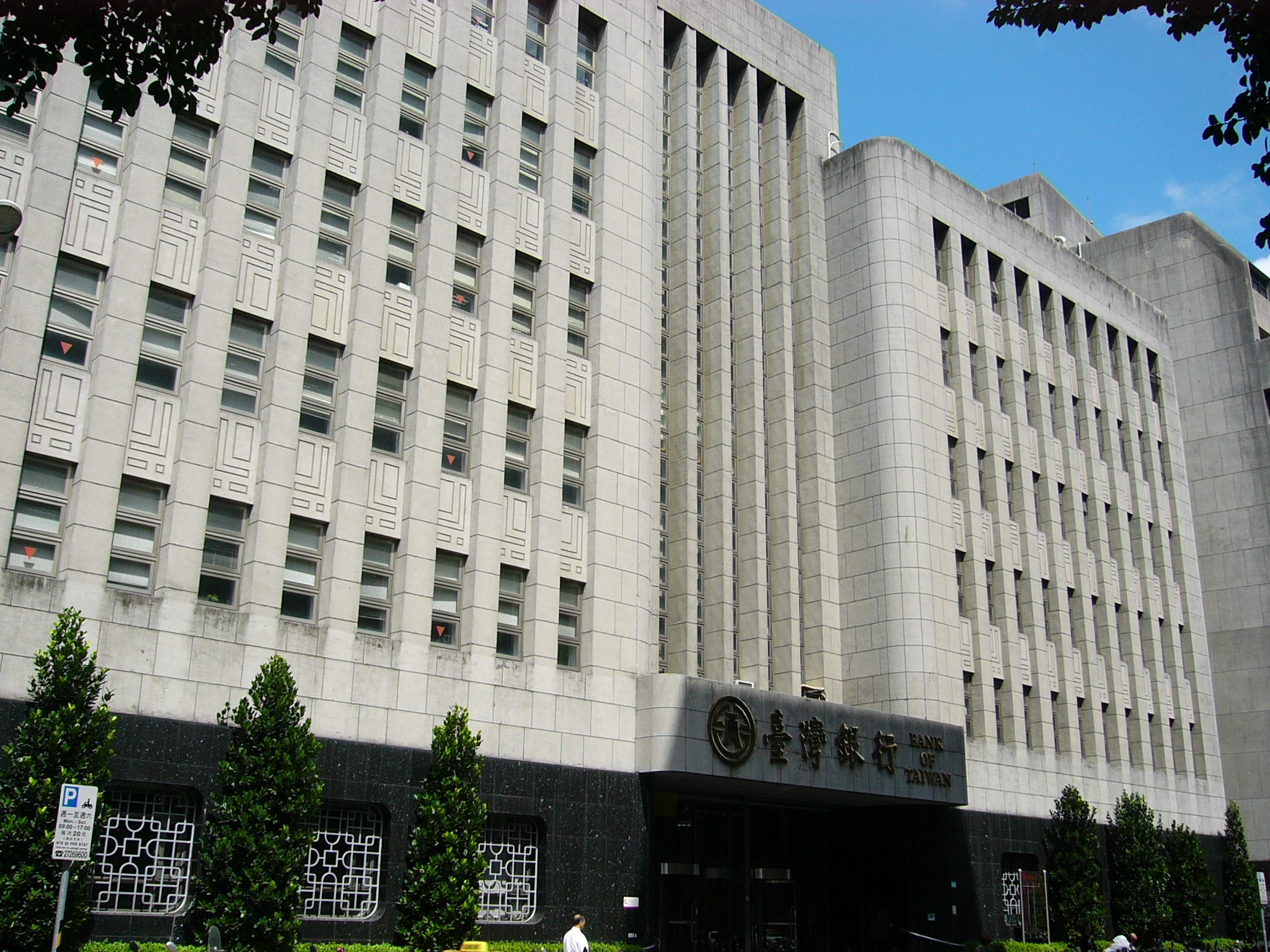
中央信託局大樓左側
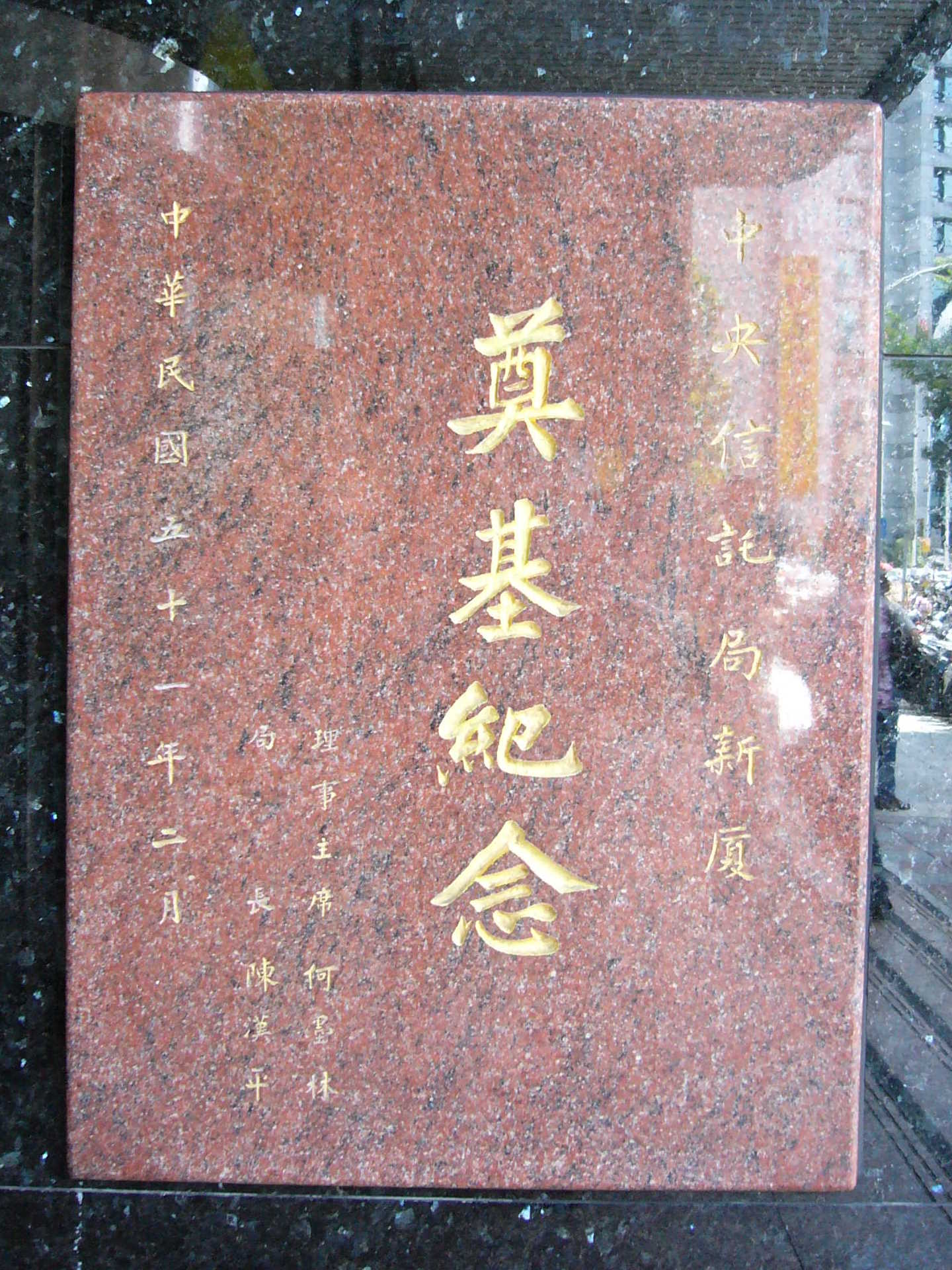
中央信託局大樓奠基石，題字於1962年2月。
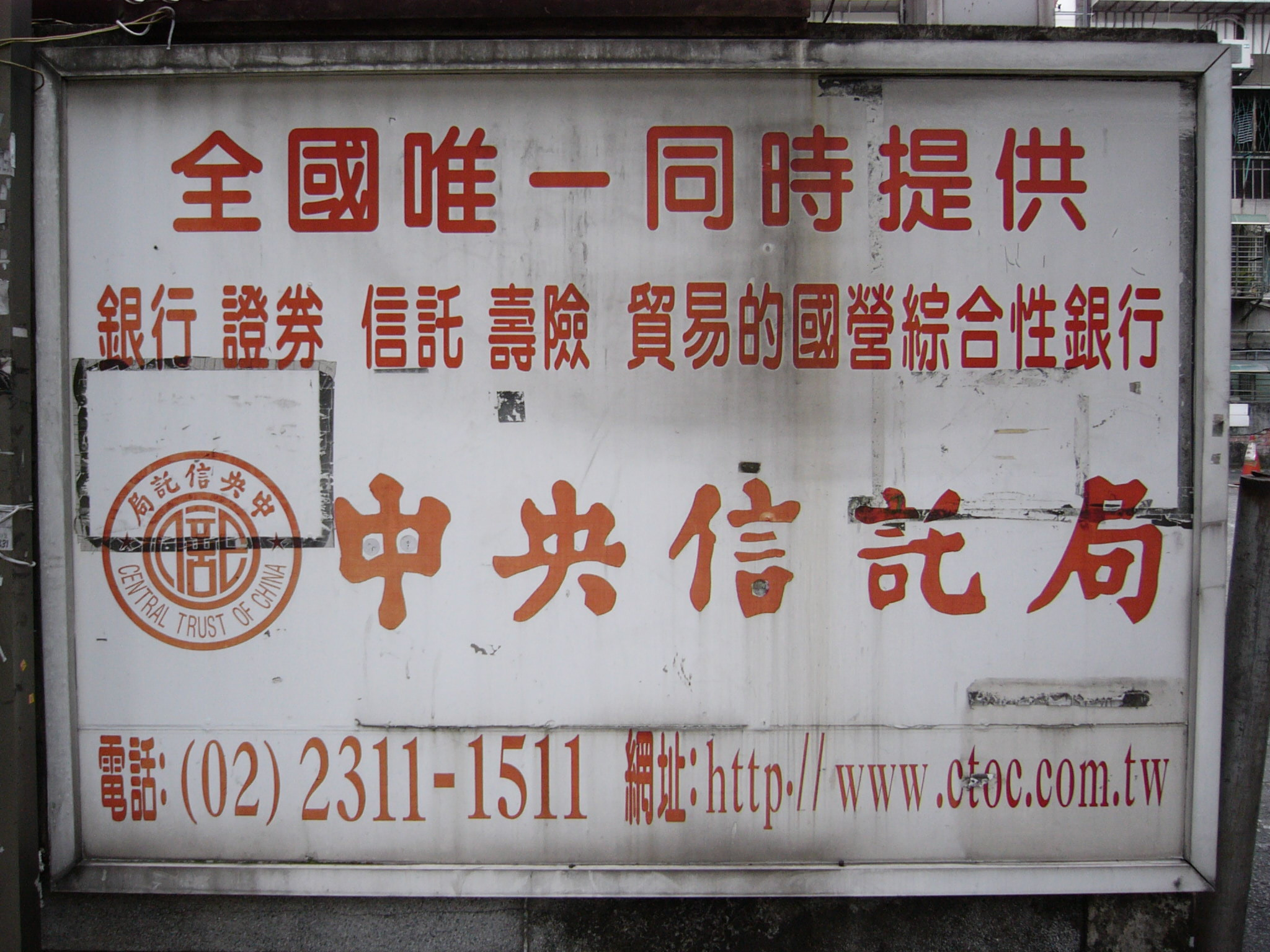
中央信託局廣告牌
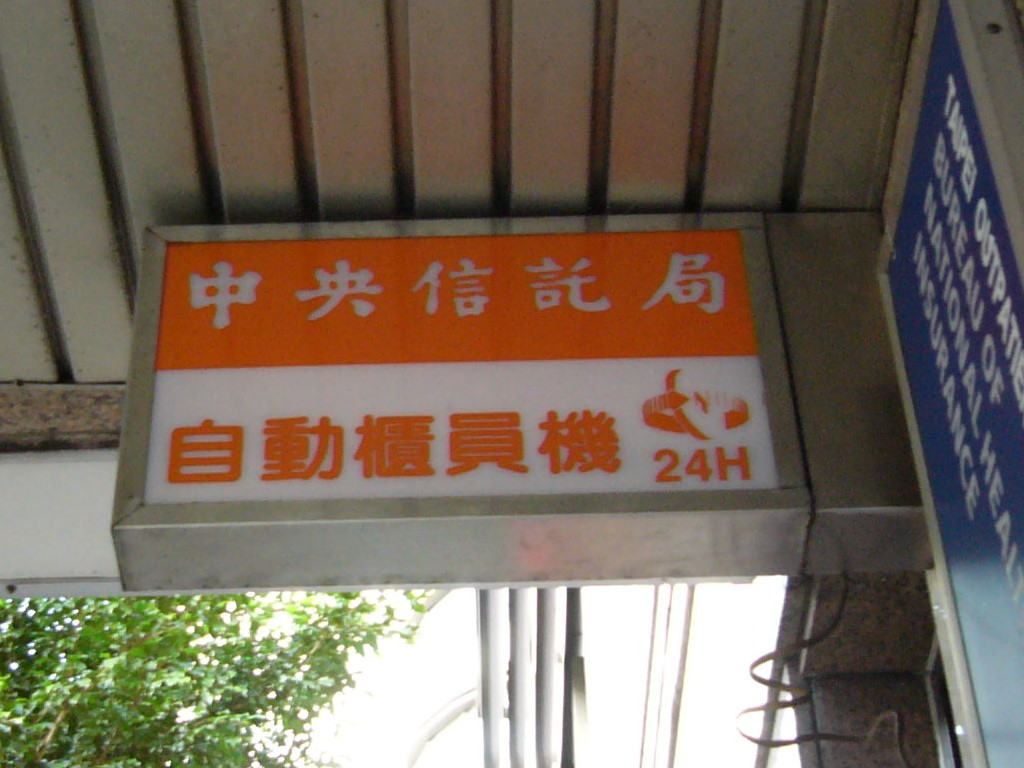
早期提款機
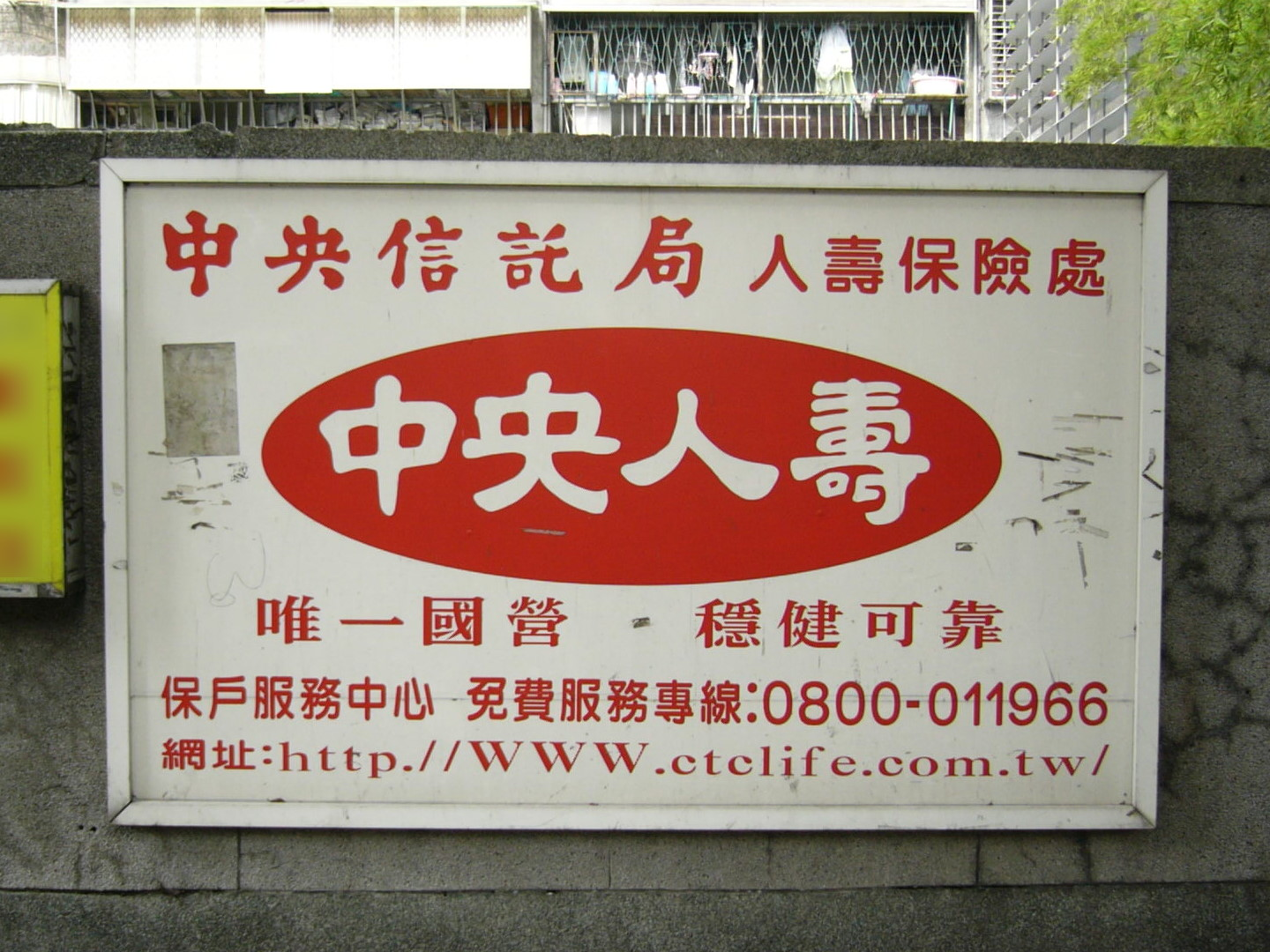
中央人壽廣告牌

- 2007年 陳水扁政府推動公股金融機構整併，考量中央信託局與臺灣銀行業務具互補性、可多元化發展，經財政部報奉行政院核定中央信託局與臺灣銀行合併。
- 2007年7月1日 臺灣銀行以「吸收合併」方式整併中央信託局，臺灣銀行為存續公司，中央信託局為消滅公司。中央信託局各分局改為臺灣銀行各分行，中央信託局人壽保險處改制為「臺灣銀行股份有限公司人壽保險部」。
- 2008年1月1日臺灣金融控股股份有限公司成立，1月2日臺灣銀行人壽保險部改制為臺灣金控子公司「臺銀人壽保險股份有限公司」。

## 历任理事长
- 孔祥熙（1935.8—1945.7）
- 俞鸿钧（1945.8—1947.3）
- 张嘉璈（1947.10—1948.6）
- 俞鸿钧（1948.6—1949.1）
- 刘攻芸（1949.1—）

## 历任局长
- 张嘉璈
- 叶啄堂
- 钟锷（代局长）
- 俞鸿钧
- 钟锷
- 刘攻芸
- 吴任沧
- 程远航
- 沈熙瑞

## 組織架構
局本部
國內銀行處+外匯處：併入臺灣銀行後，在原址合併成立「臺灣銀行武昌分行」。
貿易處：併入臺灣銀行後，改名為「臺灣銀行貿易部」，並接續辦理及推展黃金存摺業務，2009年11月16日改制為「臺灣銀行貴金屬部」。
信託處：與臺灣銀行合併後，併入原「臺灣銀行信託部」，部址並從臺北市重慶南路一段58號搬遷於此。
購料處
併入臺灣銀行後，改名為「臺灣銀行採購部」，並接續代辦政府機關、公立學校及公共事業集中採購制度之規劃、推行等事項。
公務人員保險處
位於中央信託局公保信義大樓（今衛生福利部中央健康保險署大樓）。併入臺灣銀行後，改名為「臺灣銀行公教保險部」，辦公室仍設於該大樓。
人壽保險處
併入臺灣銀行後，改名為「臺灣銀行人壽保險部」，2008年1月2日改制為「臺銀人壽」。